# El abuelo (novela)
El abuelo es una novela del escritor español Benito Pérez Galdós publicada en 1897, cerrando el ciclo «espiritualista» de las novelas españolas contemporáneas.
Está redactada como novela dialogada, como si fuera una obra de teatro —su subtítulo es Novela en cinco jornadas— aunque inapropiada para la escena por su longitud. Posteriormente el autor la condensó y la adaptó a pieza dramática propiamente dicha, en cinco actos y con el mismo título, siendo estrenada en el Teatro Español de Madrid el 14 de febrero de 1904.

## Síntesis argumental
Tras haber agotado en Perú su vida en una fracasada «aventura americana», el conde de Albrit regresa, pobre y casi ciego, a sus antiguas posesiones solariegas en España al recibir la noticia de la muerte de su único hijo. En su solar familiar, el viejo aristócrata recibirá una nueva sorpresa del destino: una de sus dos nietas es ilegítima, fruto de la infidelidad de Lucrecia —su nuera de sangre irlandesa— con un pintor (Carlos Eraul). 
Decidido a descubrir cuál es su nieta de sangre acabará encariñándose con la que no lo es, creyendo él lo contrario. Paralelamente el antes orgulloso y rico aristócrata y ahora anciano empobrecido, pero igual de orgulloso, va provocando y sufriendo el desapego y el desprecio de cuantos le rodean en el que fuera su territorio ancestral. Apenas se salvan del cerco una familia de antiguos colonos y Dolly, la nieta que él ha creído su descendiente, la única que le ha demostrado respeto y cariño. 
Cuando, Lucrecia, su nuera y madre de Dolly, le confiesa que esa es la hija de su pecado y que su auténtica nieta de sangre es sin embargo la altiva Nell, el abuelo, antes atado al honor de la sangre, la tradición y el pasado, hace un descubrimiento aún más importante, «que la única ley verdadera es la del amor».

## Conclusiones del autor
Galdós, en el prólogo de la edición original informa con claridad sobre el grado de implicación del autor con su obra, y en cierto modo orienta al lector futuro sobre las líneas autobiográficas que puedan esconderse en sus páginas.

"La impersonalidad del autor, preconizada hoy por algunos como sistema artístico, no es más que un vano emblema de banderas literarias, que si ondean triunfantes, es por la vigorosa personalidad de los capitanes que en su mano las llevan.

El que compone un asunto y le da vida poética, así en la Novela como en el Teatro, está presente siempre: presente en los arrebatos de la lírica, presente en el relato de pasión o de análisis, presente en el Teatro mismo. Su espíritu es el fundente indispensable para que puedan entrar en el molde artístico los seres imaginados que remedan el palpitar de la vida".
Benito Pérez Galdós. El abuelo (prólogo)

Ese objetivo del Galdós creador parece culminar en esta novela teatral la síntesis de su ideología: el auténtico descubrimiento del conde de Albrit —el abuelo— es «el amor a la humanidad, la verdadera familia del hombre», descubrimiento que parece compartir el autor («la verdad que el hombre busca, la verdad eterna es el amor»).
Así cierra Galdós, ya al final de su vida, una larga trayectoria como novelista, dramaturgo y hombre... «su amargo pesimismo al contemplar la realidad española, se deshace en ironía, optimismo y bondad al soñar en un futuro mejor».

## Adaptaciones
Fue adaptada al teatro por el propio Galdós con similar estructura y el mismo título. 
El 18 de febrero de 1969 se estrenó la versión para televisión en el espacio dramático Estudio 1, con actuación de Rafael Rivelles, María Fernanda D'Ocón (Lucrecia Richmond), José Franco y Enrique Vivó. Más tarde, en 2001 se rodó y emitió como una miniserie para TVE, usando el mismo material de la versión cinematográfica de 1998.
La obra ha sido llevada cuatro veces al cine. La primera, en 1925, con la película de cine mudo El abuelo, dirigida por José Buchs. Luego, en 1954, por el filme argentino dramático El abuelo, dirigido por Román Viñoly Barreto y escrito por Emilio Villalba Welsh. En 1972 se estrenó con el título de La duda, dirigida por Rafael Gil y protagonizada por Fernando Rey. Por último, en 1998, año en que fue candidata a los Oscar, El abuelo, película interpretada por Fernando Fernán Gómez en el papel del anciano protagonista y con la dirección de José Luis Garci.